# Sig
Sig (rus. Сиг) je jezero u Ostaškovskom rajonu Tverske oblasti, u Rusiji, 9 km južno od Ostaškova. Površina – 27,3 km², nadmorska visina – 219 metara, prosječna dubina oko 6 metara.
Jezero je ovalnog oblika, blago izduženo od sjevero‑zapada prema jugo‑istoku. Obale jezera su niske, malo uvučene. Istočna obala je močvarna, a zapadna više suha. Na sjevernoj i zapadnoj obali nalazi se nekoliko sela. Na jezeru se također nalazi nekoliko otoka.
Turistima je dobro poznato ovo jezero s blago položenim pješčanim obalama i mirnim uvalama s trskom. Dno mu je uglavnom ravno, prekriveno bijelim pijeskom. Samo su tu i tamo nakupine stijena. Zahvaljujući svijetlom tlu voda u jezeru je uvijek prozračna.
U jezero utječe nekoliko šumskih potoka, iz sjevero‑istočnog dijela jezera istječe mala rječica Sigovka, koja utječe nakon 10 km u Seližarovski pljos Seligera.

## Ribolov
Jezero Sig bogato je ribom, popularno među ljubiteljima športskog ribolova. Uglavnom mlade deverike 200 – 400 grama, mladi balavac, nalazi se deverika. Od predatorske ribe u jezeru najčešća je štuka. Riba grize prilično stabilno tijekom zime.

## Povijest
Dana 26. srpnja 1941. u jezero je pao Douglas DC-3. Transportni zrakoplov bez zaštite je dolazio na maloj visini od napadajućih ga Messerschmitta, zahvatio vodu i potonuo. Od 17 osoba spasilo se 10. Trenutno se zrakoplov na dnu jezera koristi za sportsko ronjenje oko olupina.

## Vanjske poveznice
|  | Zajednički poslužitelj ima još gradiva o temi Sig |

- Video o jezeru Sig - YouTube (rus.) (engl.)